# Raeti

El Imperio romano en la época de Adriano (gobernó entre 117-38). En la zona superior del Danubio se observa la provincia imperial de Raetia, que abarca los territorios de lo que en la actualidad es Suiza, el Tirol y Alemania al sur del Danubio.

Los raeti (también: rhaeti, rheti, o rhaetii; Ραιτοί en griego antiguo) era la designación "étnica" colectiva utilizada por los antiguos romanos para referirse a diversas tribus alpinas, cuyo idioma y cultura puede haberse derivado por lo menos en parte de los etruscos. Desde el 500 a. C., habitaron las zonas centrales de lo que es actualmente Suiza y las regiones alpinas del centro-norte de Italia.
Se desconoce las etimología del nombre raeti. El mismo dio origen al nombre de la provincia romana de Recia (Raetia).
Las fuentes antiguas caracterizan a los raeti como un pueblo etrusco que había sido desplazado del valle del Po y buscaron refugio en los valles alpinos. Pero es probable que estuvieran formados predominantemente de grupos alpinos autóctonos que hablaban una lengua relacionada con el etrusco.
Los raeti se componían de numerosas tribus, pero solo algunas de ellas son identificadas con claridad por las fuentes antiguas.
El prehistoriador Osmund Menghin planteó en 1960 la hipótesis de que los Raeti no eran una población unitaria, una etnia, sino un conjunto de poblaciones unidas por una misma religión: el culto a la diosa Reitia.
Por lo menos algunas de las tribus raeti (aquellas en el noreste de Italia) probablemente hablaran el rético hasta el siglo III. Las otras (aquellas en Suiza) probablemente hablaban idiomas de raíz celta por la época del emperador Augusto (que gobernó del 30 a. C. al 14 d. C.).
Las tribus raeti, junto con aquellas vecinas al norte, los Vindélicos, fueron subyugadas por las fuerzas romanas, y sus territorios fueron anexados al Imperio romano en el 15 a. C., La provincia romana de Raetia fue designada por estos dos pueblos. Las tribus raeti rápidamente se transformaron en sujetos leales del imperio, al que contribuyeron cantidades desproporcionadamente elevadas de reclutas para los cuerpos auxiliares del Ejército Imperial Romano.